# ایوان پاولف
ایوان پیتروویچ پاولوف (به روسی: Иван Петрович Павлов) (زادهٔ ۱۴ سپتامبر ۱۸۴۹ در ریازان، روسیه – درگذشتهٔ ۲۷ فوریه ۱۹۳۶) عصب‌شناس، فیزیولوژیست، روان‌شناس و پزشک روس بود. پاولف در سال ۱۹۰۴ برای «تحقیقات در مورد چگونگی دستگاه گوارش انسان» برنده جایزه نوبل فیزیولوژی یا پزشکی شد اما شهرت وی بیشتر از کارهای او در زمینه شرطی‌شدن کلاسیک ناشی می‌شود.

## زندگی
ایوان پاولف در شهر ریازانِ روسیه به دنیا آمد. پدرش کشیش جوان و فقیری بود که با باغبانی، روزگار می‌گذراند و علاقه زیادی، به کتاب و مطالعه داشت. ایوان، نوشتن را در ۵ سالگی آموخت. در ۱۱ سالگی، به مدرسه کلیسای ریازان رفت؛ اما آنجا را رها کرد و در دانشگاه سن پترزبورگ به تحصیل علوم طبیعی پرداخت و در سال ۱۸۹۸ درجه دکتری، دریافت کرد.
گرایش او به علوم طبیعی ناشی از اندیشه‌های روشنفکران انقلابی روس به ویژه پیسارف بود و کتاب «انعکاس‌های مغز» اثر آی. ام. سچنوف بنیان‌گذار فیزیولوژی روسیه که در آموزشگاه مذهبی خوانده بود به آشنایی او با پیشرفت‌های علمی آن زمان کمک زیادی کرد.
پاولف در دانشگاه استادان برجسته‌ای داشت: مندلیف در شیمی معدنی، باتلروف در شیمی آلی و به ویژه آی.اف. تیسون در فیزیولوژی که کمک زیادی در تبدیل پاولف به بزرگ‌ترین دانشمند آزمایشگر زمان خود کرد.
او در دانشگاه سن پترزبورگ فیزیولوژی حیوانی را به عنوان رشته اصلی و شیمی را رشته فرعی خود انتخاب کرد و نخستین تحقیق خود را دربارهٔ فیزیولوژی اعصاب لوزالمعده به انجام رساند.

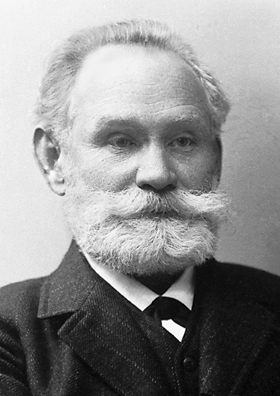
پاولف در هنگام بردن جایزه نوبل فیزیولوژی در ۱۹۰۴

پاولف در ۱۸۷۵ مدرک لیسانس خود را دریافت کرد. اما پیدا کردن کار در رژیم تملق سالار تزاری برای او بسیار دشوار بود. تا اینکه در ۱۸۷۹ اس.پی. بوتکین از او برای کار در آزمایشگاه کلینیکش دعوت کرد. پاولف توانست ۱۱ سال در آن آزمایشگاه به‌طور مستقل به تحقیقات علمی خود بپردازد.
پاولف پس از انقلاب اکتبر در روسیه بسیار مورد احترام قرار گرفت و به کارهای علمی خود می‌پرداخت.
در بستر مرگ، در حالی‌که کاملاً هوش و حواسش بجا بود از یکی از شاگردانش خواست که در کنار او بنشیند و شرح احساسات و حالات خود را که تا لحظه مرگ به او می‌گوید، یادداشت کند.
اتاق کار و آزمایشگاه او همچنان به صورت موزه نگاه‌داری می‌شود.

## کارها
پیش از ایوان پاولوف فیزیولوژیست روس، وظیفهٔ اصلی سیستمِ عصبی را به‌طور کلی ایجادِ هماهنگی بینِ بخش‌های مختلفِ بدنِ موجود زنده می‌دانستند. چارلز شرینگتون این عمل را «عمل وحدت بخشندهٔ سیستمِ عصبی مرکزی» می‌نامید. اما پاولوف بر نیاز به بررسی قسمتی دیگری از فیزیولوژی دستگاه عصبی که بسیار با اهمیت بود تأکید می‌کرد. از نظر پاولوف، سیستم عصبی اساساً به ایجادِ ارتباط، نه فقط بین قسمت‌های منفردِ بدنِ موجودِ زنده که تابحال سر و کار ما عمدتاً با آن‌ها بوده، بلکه به ایجادِ ارتباط بینِ موجود زنده و پیرامونش می‌پردازد.
به عبارت دیگر کارکرد اصلی سیستم عصبی مرکزی، تنها تنظیمِ طرزِ کارِ قسمت‌های مختلفِ بدنِ موجودِ زنده در رابطه با یکدیگر نیست، بلکه تنظیمِ طرزکار موجودِ زنده به‌طور کلی در رابطه با محیط نیز بر عهدهٔ این سیستم می‌باشد. موجودِ زنده در جریانِ فعالیت خود و از طریق کارکردِ سیستم عصبی پیچیده‌اش، پیچیده‌ترین روابط را با محیطِ خود بر قرار می‌کند. از طریق این روابط است که موجود زنده می‌تواند در محیطِ خود زندگی کند، نیازمندی‌هایش را بدست آورد و نسبت به شرایطِ معین به طریقی خاص واکنش نشان دهد.

## دربارهٔ پاولوف در ایران
در ایران طی سال‌های ۱۳۵۰ تا ۱۳۶۰ کتاب‌های بسیاری دربارهٔ پاولوف ترجمه شد. نام برخی از این کتب در زیر آمده‌است:
- به سوی روان‌شناسی و روان‌پزشکی علمی (دو جلد)؛ اثر هاری کی ولز؛ ترجمهٔ نصرالله کسرائیان ۱۳۶۳
- پاولوف؛ انتشارات خوارزمی
- کارهای اساسی پاولوف؛ ترجمهٔ مصطفی مفیدی
- روان‌شناسی از دیدگاه واقع گرایی (مجموعه مقالات) در ارتباط با روان‌شناسی پاولوفی؛ اثر امیرحسین آریان پور